# 特里贾诺
特里贾诺（義大利語：Triggiano），是意大利巴里省的一个市镇。海拔高度60米，总面积19平方公里，人口27572人，人口密度1451.2人/平方公里（2009年）。ISTAT代码为072046。